# 15-й меридіан східної довготи
15-й меридіан східної довготи — лінія довготи, що лежить на 15 градусів східніше Гринвіцького меридіана. Вона проходить від Північного полюса через Північний Льодовитий океан, Європу, Африку, Атлантичний океан, Південний океан та Антарктиду до Південного полюса.
15-й меридіан східної довготи формує велике коло разом із 165-тим меридіаном західної довготи.
Це центральний меридіан часового поясу UTC+1, також відомого як Центральноєвропейський час та Західноафриканський час.

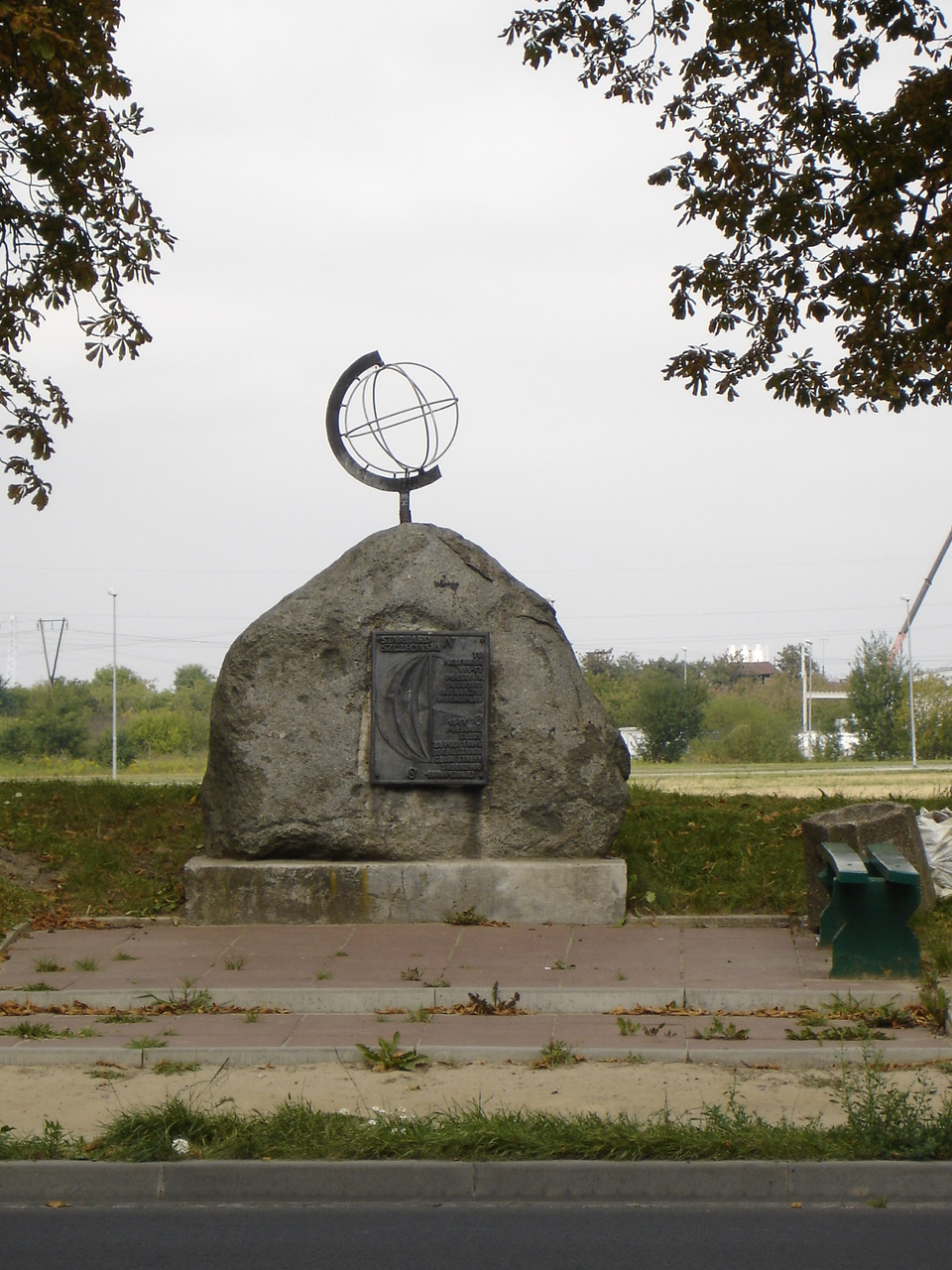
Пам'ятний знак в Старгарді, Польща

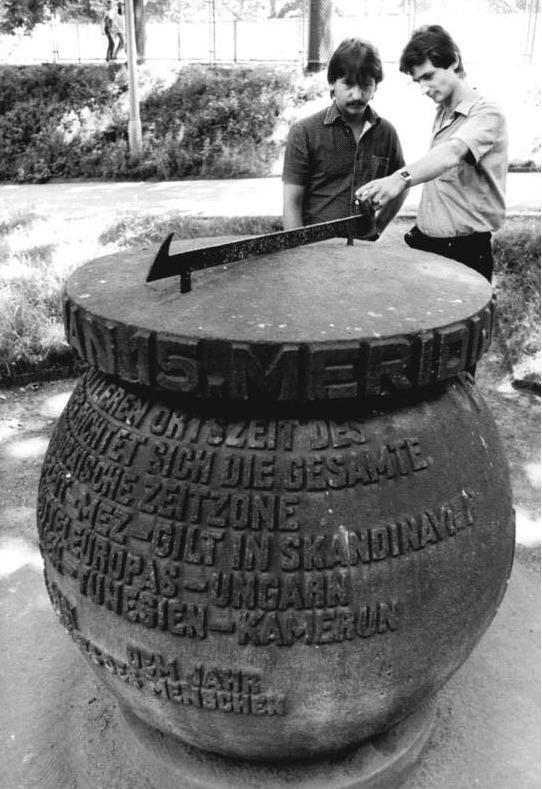
Пам'ятний знак в Герліці, найсхіднішому місті Німеччини

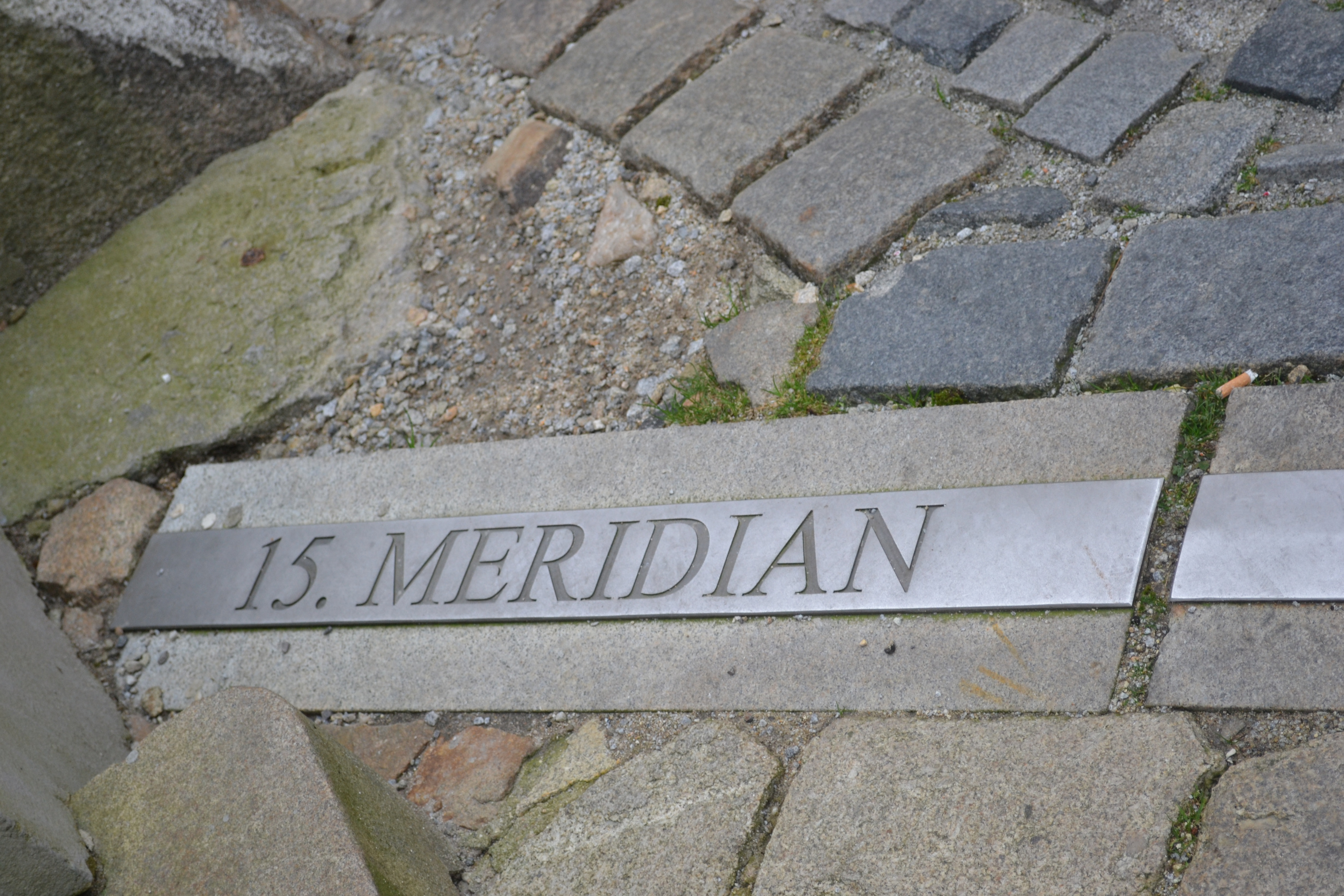
Пам'ятний знак в Їндржиховому Градці, Чехія

## Список географічних об'єктів, що перетинає 15° сх. д.
Починаючи на Північному полюсі та рухаючись до Південного полюса, 15-й меридіан східної довготи проходить через:
| Координати                                                       | Країна, територія або море       | Примітки                                                                                |
| ---------------------------------------------------------------- | -------------------------------- | --------------------------------------------------------------------------------------- |
| 90°0′ пн. ш. 15°0′ сх. д. / 90.000° пн. ш. 15.000° сх. д.        | Північний Льодовитий океан       |                                                                                         |
| 79°42′ пн. ш. 15°0′ сх. д. / 79.700° пн. ш. 15.000° сх. д.       | Норвегія                         | Шпіцберген — проходить через острів Шпіцберген                                          |
| 79°8′ пн. ш. 15°0′ сх. д. / 79.133° пн. ш. 15.000° сх. д.        | Атлантичний океан                | Гренландське море Норвезьке море                                                        |
| 68°51′ пн. ш. 15°0′ сх. д. / 68.850° пн. ш. 15.000° сх. д.       | Норвегія                         | Проходить через острови Лангьойя[en], Еуствогьойя та Хінньойя                           |
| 68°16′ пн. ш. 15°0′ сх. д. / 68.267° пн. ш. 15.000° сх. д.       | Вестфьорд                        |                                                                                         |
| 67°59′ пн. ш. 15°0′ сх. д. / 67.983° пн. ш. 15.000° сх. д.       | Норвегія                         | Проходить через острови Енгельойя[en] та материк                                        |
| 66°9′ пн. ш. 15°0′ сх. д. / 66.150° пн. ш. 15.000° сх. д.        | Швеція                           | Приблизно на 1111 км                                                                    |
| 56°9′ пн. ш. 15°0′ сх. д. / 56.150° пн. ш. 15.000° сх. д.        | Балтійське море                  |                                                                                         |
| 55°11′ пн. ш. 15°0′ сх. д. / 55.183° пн. ш. 15.000° сх. д.       | Данія                            | Проходить через острів Борнгольм — приблизно на 21 км                                   |
| 55°0′ пн. ш. 15°0′ сх. д. / 55.000° пн. ш. 15.000° сх. д.        | Балтійське море                  |                                                                                         |
| 54°5′ пн. ш. 15°0′ сх. д. / 54.083° пн. ш. 15.000° сх. д.        | Польща                           |                                                                                         |
| 51°19.2′ пн. ш. 15°0′ сх. д. / 51.3200° пн. ш. 15.000° сх. д.    | Німеччина                        | Проходить між Ротенбургом та Герліцем — приблизно на 17 км                              |
| 51°9.9′ пн. ш. 15°0′ сх. д. / 51.1650° пн. ш. 15.000° сх. д.     | Польща                           | Проходить через Зґожелець — приблизно на 1,5 км                                         |
| 51°9.1′ пн. ш. 15°0′ сх. д. / 51.1517° пн. ш. 15.000° сх. д.     | Німеччина                        | Проходить через Герліц — приблизно на 300 м                                             |
| 51°8.9′ пн. ш. 15°0′ сх. д. / 51.1483° пн. ш. 15.000° сх. д.     | Польща                           |                                                                                         |
| 51°0.65′ пн. ш. 15°0′ сх. д. / 51.01083° пн. ш. 15.000° сх. д.   | Чехія                            | Приблизно на 3 км                                                                       |
| 50°59′ пн. ш. 15°0′ сх. д. / 50.983° пн. ш. 15.000° сх. д.       | Польща                           | Приблизно на 6 км                                                                       |
| 50°56′ пн. ш. 15°0′ сх. д. / 50.933° пн. ш. 15.000° сх. д.       | Чехія                            |                                                                                         |
| 49°0.8′ пн. ш. 15°0′ сх. д. / 49.0133° пн. ш. 15.000° сх. д.     | Австрія                          |                                                                                         |
| 49°0.25′ пн. ш. 15°0′ сх. д. / 49.00417° пн. ш. 15.000° сх. д.   | Чехія                            |                                                                                         |
| 49°0.038′ пн. ш. 15°0′ сх. д. / 49.000633° пн. ш. 15.000° сх. д. | Австрія                          |                                                                                         |
| 46°37′ пн. ш. 15°0′ сх. д. / 46.617° пн. ш. 15.000° сх. д.       | Словенія                         | Проходить майже через центр країни. Пам'ятний знак встановлений біля села Врхтребнє[2]. |
| 45°30′ пн. ш. 15°0′ сх. д. / 45.500° пн. ш. 15.000° сх. д.       | Хорватія                         | Проходить через острови Паг, Сеструнь and Дугі-Оток                                     |
| 44°2′ пн. ш. 15°0′ сх. д. / 44.033° пн. ш. 15.000° сх. д.        | Адріатичне море                  |                                                                                         |
| 42°0′ пн. ш. 15°0′ сх. д. / 42.000° пн. ш. 15.000° сх. д.        | Італія                           | Пам'ятний знак встановенрий на пляжі Термолі[3]                                         |
| 40°12′ пн. ш. 15°0′ сх. д. / 40.200° пн. ш. 15.000° сх. д.       | Середземне море                  | Тірренське море                                                                         |
| 38°23′ пн. ш. 15°0′ сх. д. / 38.383° пн. ш. 15.000° сх. д.       | Італія                           | Проходить через острів Вулькано                                                         |
| 38°22′ пн. ш. 15°0′ сх. д. / 38.367° пн. ш. 15.000° сх. д.       | Середземне море                  | Тірренське море                                                                         |
| 38°9′ пн. ш. 15°0′ сх. д. / 38.150° пн. ш. 15.000° сх. д.        | Італія                           | Проходить через острів Сицилія та вулкан Етна                                           |
| 36°42′ пн. ш. 15°0′ сх. д. / 36.700° пн. ш. 15.000° сх. д.       | Середземне море                  |                                                                                         |
| 32°25′ пн. ш. 15°0′ сх. д. / 32.417° пн. ш. 15.000° сх. д.       | Лівія                            |                                                                                         |
| 23°0′ пн. ш. 15°0′ сх. д. / 23.000° пн. ш. 15.000° сх. д.        | Чад                              | Проходить через крайню північно-західну точку — приблизно на 1 км                       |
| 22°59′ пн. ш. 15°0′ сх. д. / 22.983° пн. ш. 15.000° сх. д.       | Нігер                            |                                                                                         |
| 16°22′ пн. ш. 15°0′ сх. д. / 16.367° пн. ш. 15.000° сх. д.       | Чад                              | Проходить через озеро Чад Проходить західніше Нджамени                                  |
| 12°7′ пн. ш. 15°0′ сх. д. / 12.117° пн. ш. 15.000° сх. д.        | Камерун                          |                                                                                         |
| 10°0′ пн. ш. 15°0′ сх. д. / 10.000° пн. ш. 15.000° сх. д.        | Чад                              |                                                                                         |
| 8°41′ пн. ш. 15°0′ сх. д. / 8.683° пн. ш. 15.000° сх. д.         | Камерун                          |                                                                                         |
| 6°45′ пн. ш. 15°0′ сх. д. / 6.750° пн. ш. 15.000° сх. д.         | Центральноафриканська Республіка |                                                                                         |
| 4°25′ пн. ш. 15°0′ сх. д. / 4.417° пн. ш. 15.000° сх. д.         | Камерун                          |                                                                                         |
| 2°1′ пн. ш. 15°0′ сх. д. / 2.017° пн. ш. 15.000° сх. д.          | Республіка Конго                 |                                                                                         |
| 4°35′ пд. ш. 15°0′ сх. д. / 4.583° пд. ш. 15.000° сх. д.         | ДР Конго                         |                                                                                         |
| 5°52′ пд. ш. 15°0′ сх. д. / 5.867° пд. ш. 15.000° сх. д.         | Ангола                           |                                                                                         |
| 17°23′ пд. ш. 15°0′ сх. д. / 17.383° пд. ш. 15.000° сх. д.       | Намібія                          |                                                                                         |
| 23°21′ пд. ш. 15°0′ сх. д. / 23.350° пд. ш. 15.000° сх. д.       | Атлантичний океан                |                                                                                         |
| 60°0′ пд. ш. 15°0′ сх. д. / 60.000° пд. ш. 15.000° сх. д.        | Південний океан                  |                                                                                         |
| 69°15′ пд. ш. 15°0′ сх. д. / 69.250° пд. ш. 15.000° сх. д.       | Антарктида                       | Проходить через Землю Королеви Мод (претендує Норвегія)                                 |